# Ostrach (Iller)
Die Ostrach ist ein mit seinem längeren rechten Oberlauf fast 29 Kilometer langer Fluss in den Allgäuer Alpen. Sie entsteht südlich von Hinterstein nahe der Grenze zu Österreich und mündet am Nordrand der Stadt Sonthofen von rechts in die obere Iller.

## Geographie

### Verlauf
Die Ostrach entsteht beim Giebelhaus sieben Kilometer südlich von Hinterstein im Gemeindegebiet von Bad Hindelang im Landkreis Oberallgäu (Regierungsbezirk Schwaben) aus der Vereinigung von Obertalbach und Bärgünd(e)lesbach. Kurz hintereinander durchfließt sie zwei Klammen, die Eisenbreche und die Aueleswände, bevor sie Hinterstein erreicht. Oberhalb von Bruck mündet die Bsonderach, die das Retterschwanger Tal entwässert. Dieser Anfangsabschnitt wird als nach ihr als Ostrachtal (auch Hintersteiner Tal) bezeichnet.
Bei Bad Oberdorf treibt sie seit mehr als 500 Jahren die Wasserräder der alten Hammerschmieden an, in denen im Mittelalter Tausende von Spießen und Hellebarden unter anderem für die Heere Kaiser Maximilians geschmiedet wurden. Kurz nach der Aufnahme der Starzlach mündet sie am Nordrand von Sonthofen von rechts in die Iller.
Die natürliche Waldzusammensetzung in den von ihr durchflossenen Tälern sind in tieferen Lagen Bergmischwälder v. a. von Fichte, Buche und Tanne. In den höheren Lagen, die allgemein kaum forstlich bewirtschaftet werden, wären dies Wälder bestehend v. a. aus Grün-Erle, Fichte und Berg-Kiefer. Teile des Waldes sind Schutzwald.

### Zuflüsse
Liste der direkten Zuflüsse der Ostrach und ihrer beiden Oberläufe, jeweils von der Quelle bis zur Mündung. Mit Gewässerlänge, Einzugsgebiet und Höhe. Andere Quellen für die Angaben sind vermerkt.
Ursprung der Ostrach auf etwa 1060 m ü. NHN beim Wirtshaus Giebelhaus knapp sieben Kilometer südlich von Bad Hindelang-Hinterstein.
- Bärgünd(e)lesbach, rechter Oberlauf von Südsüdwesten, 5,8 km und 14,2 km². Entsteht auf etwa 1846 m ü. NHN am Südosthang des Himmelecks.
  - Stierbach, von rechts und Südosten auf etwa 1360 m ü. NHN am Heustättle, ca. 1,2 km[BA 2] und ca. 1,2 km².[BA 3] Entsteht auf etwa 1808 m ü. NHN am Sulzschrofen.
  - (Bach vom Salober), von links und insgesamt Westen auf etwa 1218 m ü. NHN nahe der Talstation der Materialseilbahn zum Prinz-Luitpold-Haus, 1,8 km und 1,1 km². Entsteht auf etwa 1865 m ü. NHN nordöstlich des Salobers.
  - (Bach am Prinz-Luitpold-Haus vorbei), von rechts und Südosten auf etwa 1205 m ü. NHN wenig nach dem vorigen, 2,5 km und 2,4 km². Entsteht auf etwa 2062 m ü. NHN zwischen Kreuzspitze und Prinz-Luitpold-Haus.
  - (Bach vom Berggächtle), von links und insgesamt Westen auf etwa 1117 m ü. NHN, 1,7 km und 0,8 km². Entsteht auf etwa 1842 m ü. NHN.
  - Täschlefallgraben, von rechts und insgesamt Südosten auf etwa 1107 m ü. NHN, 2,0 km und 1,4 km². Entsteht auf etwa 2157 m ü. NHN am Glasfelderkopf.
- Obertalbach, linker Oberlauf von Westsüdwesten, 5,6 km und 16,8 km². Entsteht auf etwa 1998 m ü. NHN am Osthang des Kleinen Seekopfs.
  - Wengenbach, von links und Westen auf etwa 1213 m ü. NHN unter der Unteren Alpe Wengen, 2,5 km und 3,4 km². Entsteht auf etwa 1898 m ü. NHN am Osthang des Grates zwischen Zeiger und Westlichem Wengenkopf.
  - (Bach von der Laufbichelkirche), von links und Nordnordwesten auf etwa 1163 m ü. NHN unter der Sennalpe Laufbichel, 2,4 km und 2,8 km². Entsteht auf etwa 1985 m ü. NHN zwischen  Laufbichelsee und Laufbichelkirche.
  - Gündlesbach, von links und insgesamt Nordnordwesten auf etwa 1120 m ü. NHN unter der Alpe Engeratsgund, 2,2 km und 2,8 km². Entsteht auf etwa 1658 m ü. NHN südlich des  Engeratsgundsees.
- Säubach, von rechts und Ostsüdosten auf etwa 1052 m ü. NHN etwa 0,3 km flussabwärts des Giebelhauses, ca. 2,0 km[BA 2] und ca. 2,0 km².[BA 3] Die höchste Quelle liegt auf etwa 1869 m ü. NHN am Westhang des nördlichen Sattelkopfes.
- Erzbach, von rechts und insgesamt Südosten auf etwa 1029 m ü. NHN etwas vor der Hubertuskapelle, 3,1 km und 5,0 km². Entsteht auf etwa 1696 m ü. NHN am Nordostabhang des Sattelkopfes.
- Tosenbach, von links und Westen auf etwa 1001 m ü. NHN an der Talweitung vor der Eisenbreche, ca. 3,0 km[BA 2] und ca. 2,3 km².[BA 3] Entfließt auf etwa 1836 m ü. NHN einem kleinen See südwestlich unter dem Spichererkopf.
- Taufersbach, von rechts und insgesamt Südosten auf etwa 903 m ü. NHN vor der Auelesgasse, ca. 3,1 km[BA 2][GV 1] mit dem weit längeren Oberlauf an der ehemaligen Taufersalpe vorbei und 4,9 km². Entsteht auf etwa 1733 m ü. NHN am Hechel zwischen Knappenkopf und Falken.
- Vogelbach, von rechts und Osten auf etwa 885 m ü. NHN nach der Auelesgasse an der Talwendung nach Nordwesten, ca. 1,1 km[BA 2] und ca. 0,6 km².[BA 3] Entsteht unbeständig auf etwa 1412 m ü. NHN am Westhang des Gerenkopfes.
- Willersbach, von rechts und insgesamt Ostnordosten auf etwa 876 m ü. NHN, ca. 4,0 km[BA 2] und ca. 4,9 km².[BA 3] Entsteht auf etwa 1928 m ü. NHN am Westhang des Gaisecks.
- Eckbach, von links und Westsüdwesten auf etwa 870 m ü. NHN, 3,8 km und 5,1 km². Entsteht auf etwa 1790 m ü. NHN am Südosthang der Heubatspitze.
- Schützenbach, von links und Westsüdwesten auf etwa 860 m ü. NHN gegenüber den ersten Häusern von Hinterstein
- Illesbach, von rechts und insgesamt Ostnordosten auf etwa 848 m ü. NHN bei Hinterstein, 1,7 km und 4,3 km². Entsteht auf etwa 1491 m ü. NHN am Westhang des Stuibenköpfles. Der gegenüber dem Illesbach-Oberlauf bedeutendere Gewässerstrang ist der erst sehr mündungsnah bei Hinterstein zufließende Zipfelsbach.
- Gemsbach, von rechts und Nordosten am Ortsende von Hinterstein
- Bsonderach, von links und insgesamt Südwesten auf etwa 829 m ü. NHN zwischen Hinterstein und Bad Hindelang-Bruck, 9,3 km und 21,9 km². Entsteht auf etwa 1687 m ü. NHN östlich des Entschenkopfes.
- Ellesbach, von rechts und Osten am Ortsrand von Bad Hindelang-Bad Oberdorf
- Reichenbach, von links und Südsüdwesten
- Hirschbach, von rechts und insgesamt Nordnordosten auf etwa 791 m ü. NHN an der Hennenmühle von Bad Hindelang, 5,3 km und 9,5 km². Entsteht auf etwa 1507 m ü. NHN am Westhang des Spießers.
- Zillenbach, von rechts und Norden gleich nach dem vorigen
- (Bach aus dem Schachentobel), von rechts und Norden in Bad Hindelang-Vorderhindelang
- Nägelsbach, von links und Süden gegenüber Vorderhindelang
- Wührbach, von links und Süden gegenüber Vorderhindelang
- Reckenberger Bach, von rechts und Nordnordosten nahe Bad Hindelang-Reckenberg
- Schelmenbach, von rechts und Nordosten auf der Gemeindegrenze zwischen Reckenberg und Sonthofen-Tiefenbach
- Löwenbach, von links und insgesamt Südosten auf etwa 764 m ü. NHN vor Sonthofen-Binswangen, 7,4 km und 6,0 km². Entsteht auf etwa 1504 m ü. NHN am Gerenkopf im Hühnermoos.
- → (Abgang des ersten Sonthofener Mühlbachs), nach rechts am Wehr bei Sonthofen-Staig
- → (Abgang des zweiten Sonthofener Mühlbachs), nach links am Wehr bei der Sonthofener Iselstraße
- Berghofener Bach, von rechts und Ostnordosten in Sonthofen-Berghofen in den ersten Sonthofener Mühlbach
- ← (Rücklauf des zweiten Sonthofener Mühlbachs), von links gegenüber dem Sportgelände der Grüntenkaserne
- ← (Rücklauf des ersten Sonthofener Mühlbachs), von rechts nach der Grüntenkaserne
- → (Abgang des dritten Sonthofener Mühlbachs), nach links gegenüber dem vorigen. Mündet kurz vor der Ostrach in die Iller.
- Starzlach, von rechts und Ostnordosten auf etwa 738 m ü. NHN an der Ostrachbrücke der St 2007 Sonthofen–Burgberg im Allgäu, 11,2 km mit seinem linken Oberlauf Stuhlbach und 20,3 km². Entsteht auf etwa 1548 m ü. NHN am Roßkopf.

Mündung der Ostrach von rechts und zuletzt Südosten auf ca. 726 m ü. NHN in die Iller am Gemarkungsdreieck von Sonthofen im Süden, Burgberg im Allgäu im Norden und Blaichach im Westen. Die Ostrach ist mitsamt ihrem längeren rechten Oberlauf 28,8 km lang und hat ein 164,0 km² großes Einzugsgebiet.

## Bergrutsch Hinterstein
Am 6. Mai 1966 rutschten Teile des Osthangs des Breitenbergs auf einer Länge von 400 m ins Ostrachtal. Die Geröllmassen rutschten bis in das Bachbett der Ostrach und drohten dieses zu verschütten bzw. den Fluss aufzustauen. Mit Hilfe der örtlichen Baufirmen und Planierraupen der Bundeswehr wurden ein Stadel und die Guferbrücke abgerissen und für die Ostrach am folgenden Tag ein Ausweichbett planiert, um einen unkontrollierten Aufstau und Überschwemmungen zu verhindern.

### BayernAtlas („BA“)
Amtliche Online-Gewässerkarte mit passendem Ausschnitt und den hier benutzten Layern: Lauf und Einzugsgebiet der Ostrach

Allgemeiner Einstieg ohne Voreinstellungen und Layer: BayernAtlas der Bayerischen Staatsregierung (Hinweise)
1. 1 2 3  Höhe abgefragt auf dem Hintergrundlayer Amtliche Karte (Rechtsklick).
2. 1 2 3 4 5 6  Länge abgemessen auf dem Hintergrundlayer Amtliche Karte.
3. 1 2 3 4 5  Einzugsgebiet abgemessen auf dem Hintergrundlayer Amtliche Karte.

### Gewässerverzeichnis Bayern („GV“)
1. 1 2 3 4  Länge nach: Verzeichnis der Bach- und Flussgebiete in Bayern – Flussgebiet Donau von Quelle bis Lech, Seite 102 des Bayerischen Landesamtes für Umwelt, Stand 2016 (PDF; 2,3 MB) (und Folgeseiten; Seitenzahl kann sich ändern.)
2. 1 2  Einzugsgebiet nach: Verzeichnis der Bach- und Flussgebiete in Bayern – Flussgebiet Donau von Quelle bis Lech, Seite 102 des Bayerischen Landesamtes für Umwelt, Stand 2016 (PDF; 2,3 MB) (und Folgeseiten; Seitenzahl kann sich ändern.)

### Sonstige
1. ↑  Deutsches Gewässerkundliches Jahrbuch Donaugebiet 2006 Bayerisches Landesamt für Umwelt, S. 102, abgerufen am 4. Oktober 2017, Auf: bestellen.bayern.de (PDF, deutsch, 24,2 MB).
2. ↑  Walentowski et al.: Handbuch der natürlichen Waldgesellschaften Bayerns (2004)